# Odklonska sila
Odklonska sila nastaja zaradi vrtenja Zemlje. Zemlja se vrti od zahoda proti vzhodu in odklanja gibanje zraka na severni polobli na desno ter deluje pravokotno na smer gibanja. Pojavlja se šele tedaj, ko se zrak že giblje, in je posledica hitrosti vetra in vrtenja Zemlje.